# راينفاردن
راينفاردن Rijnwaarden  هي مدينة وبلدية بمقاطعة خيلدرلند، هولندا.

## طوبوغرافيا
خريطة طوبوغرافية هولندية لبلدية راينفاردن، يونيو 2015، (تقرأ بعد ثلاث نقرات على الخريطة).

## أعلام
- كليمنز كورنيليه
- سيرفيه كنافن